# Lauri Tanner
Lauri Arvo Tanner (født 20. november 1890 i Helsinki, død 11. juli 1950 smst) var en finsk sportsmand, som deltog i OL 1912 i Stockholm.
Tanner var både med i fodbold og gymnastik ved OL 1912. Han var en del af det finske hold, der stillede op i gymnastik i frit system. Holdet bestod af tyve gymnaster, og i en tæt konkurrence vandt Norge med 22,85 point, mens Tanner og Finland blev nummer to med 21,85 og Danmark nummer tre med 21,25 point.
I foldboldturneringen vandt Finland først 3-2 over Italien, derpå 2-1 over Rusland, inden det i semifinalen blev til 0-4 mod Storbritannien. I bronzekampen tabte Finland med 0-9 til Holland; det var den eneste kamp, Tanner spillede i turneringen.